# Глаукофан

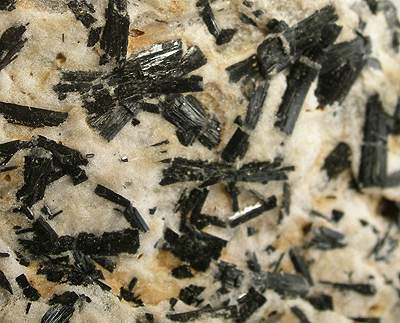
Глаукофан

Глаукофан — породотвірний мінерал класу силікатів. Лужний амфібол ланцюжкової будови.

## Етимологія та історія
За давньогрецькими словами Γλαύκος glaukós, мінерал був названий блискучим, світлим завдяки своєму яскраво-блакитно-сірому кольору, що означає яскравий блиск неба, моря чи людського ока.
Глаукофан вперше був знайдений та описаний у 1845 році німецьким геологом та мінералогом Йоганном Фрідріхом Людвігом Гаусманом (1782-1859). Місце першознахідки — грецький острів Сірос (Syros).

## Загальний опис
Хімічна формула: Na2Mg3Al3(OH)2[Si8O22] або Na2(Mg,Fe)3Al2[(OH)2|Si8O22]. Домішки: Fe2+,Fe3+,Са, К. Містить (%): Na2О — 6,98; MgO — 13,02; Al2О3 — 12,04; SiO2 — 57,73; Н2О — 2,27.
Сингонія моноклінна.
Азбестоподібна відміна глаукофану — родусит.
Кристали призматичні.
Колір темносиній, безбарвний.
Твердість 5,5-6,5.
Густина 3,1-3,3.
Спайність довершена за призмою.
Характерний мінерал глаукофанових і слюдяних кристалічних сланців. Асоціація: кросит, хлорит, епідот, лавсоніт, омфацит, жадеїт, актиноліт, барроїзит, куммінгтоніт, арагоніт.
Зустрічається у метаморфічних гірських породах. Ґлаукофанові сланці широко розповсюджені в прибережних горах Каліфорнії (США), в горах Канто (Японія), вздовж східного узбережжя Корсики, та в ряді районів Швейцарських Альп. В Україні є в Кривому Розі.